# Baudouin II de Guînes
Pour les articles homonymes, voir Baudouin II.
Baudouin II de Guînes, né vers 1135 et mort le 2 janvier 1205, est le fils d'Arnould Ier de Guînes et de Mahaut de Saint-Omer. Comte de Guînes de 1169 à 1205, il entre dans l'histoire comme un des grands seigneurs les plus instruits du XIIe siècle.

## Biographie
Baudouin, fils d'Arnould de Gand et de Mahaut de Saint-Omer, est tenu sur les fonts baptismaux par Manassès Ier de Guînes, son grand-oncle. Manassès lui donne le nom de Baudouin en mémoire de son propre père Baudouin Ier de Guînes.
Baudouin est fait chevalier par Thomas de Cantorbury, plus connu sous le nom de Thomas Becket, archévêque de Cantorbury, alors en conflit avec le roi Henri II d'Angleterre et de passage en France.
Arnould Ier, son père, constate qu'Arnould, vicomte de Marck est devenu Arnould IV d'Ardres, seigneur d'Ardres par son mariage avec la fille d'Arnould II d'Ardres, Adeline d'Ardres, héritière d'Ardres après la mort de ses deux frères. Arnould IV d'Ardres n'a lui-même qu'une fille Chrétienne ou Christine d'Ardres. Christine était promise à Étienne, fils d'Elenard de Seneghem, (Seninghem). Arnould Ier de Guînes craint que les anciennes rivalités entre Guînes et Ardres, qui s'étaient déjà affrontés par les armes, ne reprennent. Il va à Ardres pour négocier le mariage de son fils aîné Baudouin et de la fille d'Arnould IV d'Ardres. L'accord se fait, Baudouin épouse l'héritière d'Ardres et cumule ainsi le comté de Guînes et la seigneurie d'Ardres. Le mariage de Baudouin avec Chrétienne d'Ardres, unique héritière d'Ardres, va permettre de mettre fin aux conflits ouverts ou larvés opposant les comtes de Guînes à leurs vassaux, seigneurs d'Ardres.
Arnould Ier de Guînes meurt en 1169. Baudouin II est reconnu comte de Guînes, il en porte le titre dans une charte du comte de Flandre Philippe d'Alsace, datée de 1169 et dressée en faveur de l'abbaye de Marchiennes.

### Comte de Guînes
Baudouin avait eu une jeunesse dissipée. Il change complètement en succédant à son père, et va administrer son comté avec vertu. Il rend la justice avec rigueur et sévérité mais en se montrant juste et équitable, ce qui lui vaudra les surnoms de« juste juge » ou encore « justicier admirable ».
En 1170, Thomas de Cantorbury retournant en Angleterre passe par Guînes. Baudouin le reçoit avec beaucoup d'honneur. Il avait demandé à Pierre, abbé de l'abbaye Saint-Médard d'Andres d'aller au devant de lui jusqu'à l'abbaye de Saint-Bertin. Après quelques jours, Thomas repart en Angleterre et y est assassiné. Baudouin va ensuite toujours honorer son nom, recherche et obtient des reliques du saint.
Il se montre également très pieux. Il fait construire une riche et somptueuse chapelle près de son donjon de Guînes, ainsi qu'une autre chapelle au lieu-dit Montor ou Mont d'Or, en l'honneur de sainte Catherine (Catherine d'Alexandrie), y met des reliques de saint Thomas (Thomas Becket déjà cité), la décore et y établit pour chapelain, un savant homme nommé Michel, natif de Loresse, ayant enseigné les belles lettres à Ardres, élevé prêtre par le dit Thomas Becket.
Baudouin II et son épouse font d'importantes donations à l'abbaye de Clairmarais, tout en confirmant celles faites par son père Arnould. Il octroie également plusieurs faveurs à l'abbaye d'Andres, et confirme un échange de terres entre l'abbaye et un chevalier nommé Vivian. Il confirme, avec sa femme Chrétienne et son fils Arnould, lors d'une assemblée plénière de ses barons à Guînes, le don fait par Clément d'Autingues à l'abbaye d'Andres, d'un tiers de la dîme de Zouafques, que Clément tenait en fief d'Arnould d'Ardres.
Vers 1170, Baudouin II tient une cour plénière et solennelle à Guînes lors de laquelle Baudouin de Campagne (Campagne-les-Guînes), fait partie des plèges (cautions) avec d'autres seigneurs, de la dîme qu'Adolphe d'Alès engagea à Pierre abbé d'Andres moyennant un prix de 85 marcs d'argent. Baudouin II tient cette assemblée en tant que protecteur et avoué de l'abbaye d'Andres, le jour où Henry de Campagne devait combattre à Guînes contre le champion de Baudouin de Campagne son frère.
Baudouin intervient ensuite dans le différend entre l'abbaye d'Andres et la famille de Bavelinghem : Hugues de Bavelinghem, Simon et Frumold, ses frères, Wichard et Raoul Bailleul et autres, leurs cohéritiers, à propos d'une portion du marais de Bavelinghem. Hugues de Bavelinghem et ses partisans en réclamaient la tierce partie. Didier évêque de Thérouanne va négocier un accord, conforme aux donations des précédents comtes de Guînes, et Baudouin va l'approuver.
Puis, se trouvant à Audruicq avec son fils Arnould, Henry de Seltun et autres chevaliers, il se rend caution envers l'abbé et les moines d'Andres d'un accord passé entre eux et Guillaume, frère de Charles de Bredenarde. Les lettres officielles à ce sujet ont été énoncées publiquement à Guînes, en présence de nombreux chevaliers.
Il montre encore sa magnificence en tant que comte de Guînes par les différents édifices qu'il fait construire. Sur son donjon de Guînes, il élève une belle maison ronde couverte de plomb, tellement grande qu'elle donnait l'impression d'un labyrinthe ou dédale. Il fait également réparer le château de Tournehem qui tombait en ruines.
Vers 1175, Baudouin fait construire dans les marais de Sangatte un solide château fort avec une haute tour, des fossés, malgré la résistance et l'opposition des cités de Boulogne, Wissant, Calais, Mercq (Marck), détenues par le comte de Boulogne. Le comte de Boulogne, Renaud de Dammartin, y voit une volonté d'entraver la libre possession des biens évoqués et va vouloir riposter en construisant un château à Ostrowic (devenu Ostruy, sur la commune actuelle de Réty) pour abolir le nom et la force de celui de Sangatte mais les gens de Guînes et de Sangatte vont empêcher sa construction. Cet épisode illustre les tensions fréquentes entre le comte de Guînes et le comte de Boulogne, tension qui se transformera en lutte ouverte plus tard (voir ci-dessous).
En 1176, Arnould IV d'Ardres et son épouse Adeline meurent. Dans l'année qui suit, leur fille Chrétienne, femme de Baudouin, resta malade à la suite de l'accouchement de son dernier enfant. Baudouin qui était en Angleterre pour y régler ses affaires, rentre au plus vite et va la retrouver à Ardres. Chrétienne meurt le 2 juillet 1177. Elle est enterrée dans l'église d'Ardres, aux pieds de sa mère. Les funérailles sont célébrées par Godescal, abbé de Saint-Bertin, Alger abbé de Notre Dame de la Capelle (commune actuelle de Les Attaques), Pierre abbé d'Andres, Robert abbé de Licques et d'autres ecclésiastiques. Lambert d'Ardres, le chroniqueur célèbre rédige son épitaphe en six vers latins. Chrétienne était très appréciée et considérée comme une bonne et sage dame.
Baudouin très affecté, tombe à son tour gravement malade au point de penser sa mort proche. Ayant retrouvé la santé, il se montre encore plus pieux qu'auparavant, se fait protecteur des veuves et orphelins, avantage les ecclésiastiques, rétablit dans leurs biens les enfants de nobles lésés par leurs pères dans leur héritage. Il reçoit à Ardres et traite avec les plus grands égards, l'archevêque de Reims, Guillaume aux Blanches Mains, de retour de la visite du sépulcre de Thomas Cantorbury.
En 1191, Philippe d'Alsace, comte de Flandre, meurt sans héritier. Le roi de France Philippe II Auguste s'oppose à Baudouin V de Hainaut finalement reconnu comme nouveau comte de Flandre à la suite du traité d'Arras de 1191. Baudouin V doit accepter la perte du Boulonnais, du Ternois et du pagus Atrebatensis au profit du roi de France Philippe Auguste. Baudouin II, de même que le comte de Boulogne et le comte de Saint-Pol, doit rendre hommage au roi de France, son nouveau suzerain.
Baudouin II ne reste pas longtemps dans l'obéissance et la fidélité au roi de France, il reste fidèle à Baudouin V. En 1192, quand celui-ci assiège Saint-Omer, Baudouin II vient à son aide et lance de puissants assauts contre la ville qui doit se rendre. 
Le traité de Péronne est signé en 1200 entre Baudouin VI et Philippe Auguste. Le roi obtient confirmation de la possession de la partie du comté de Flandre qui lui avait été apporté par son mariage avec Isabelle de Hainaut, c'est-à-dire le futur Artois, comprenant les villes de Saint-Omer, Aire-sur-la-Lys, Arras, Bapaume, les comtés d'Hesdin et de Lens, et les terres attribuées lors du traité d'Arras de 1191, dont l'hommage de Guînes. Ces territoires vont revenir à Louis VIII, fils de Philippe Auguste, et après lui au fils de Louis, Robert, 1er comte d'Artois sous le nom de Robert Ier d'Artois. Le comté de Guînes relève dès lors du comté d'Artois, ce qui sera le cas pour les successeurs d'Arnould II de Guînes, fils et héritier de Baudouin II.
En 1191, Baudouin est arbitre avec Didier, évêque des Morins, au sujet d'un débat s'étant élevé entre l'abbaye Saint-Médard d'Andres et Adelide, veuve de Henri de Campaines, et son fils Henri au sujet de la propriété d'un marais.
Comme ses prédécesseurs, Baudouin veille aux bonnes relations avec les abbayes : en 1198, il sert d'intermédiaire lors d'une donation faite à l'abbaye de Licques. Il fait plusieurs donations à l'abbaye d'Andres dans les années 1200, 1202-1203.
Les comtes de Guînes détiennent des biens en Angleterre. Le devenir de ces possessions est lié également à la qualité des liens entretenus avec le roi d'Angleterre, qui le cas échéant, a la capacité d'attribuer ou retirer des domaines. À l'époque de Baudouin, et de son fils Arnould II, ces relations sont plutôt bonnes : plusieurs actes en témoignent, qui concernent tant Baudouin que l'un ou l'autre de ses enfants. Pour améliorer et faciliter la gestion de ses domaines, Baudouin procède en 1200 avec le comte de Pembroke Guillaume le Maréchal, à un échange de biens : il lui cède des domaines en Angleterre contre des biens possédés par le noble anglais en Flandre; le roi d'Angleterre confirme cette transaction. La même année, il fait ouvrir un chemin pour séparer les bois détenus respectivement par l'abbaye Saint-Bertin de Saint-Omer, l'abbaye de Licques et son fils Guillaume. En 1206, c'est une église (Est-Malling), située dans le Kent, qui appartenait à Baudouin, qui est donnée à un clerc britannique par le roi d'Angleterre.
Renaud de Dammartin, enlève Ide de Lorraine et devient de ce fait comte de Boulogne. Ide était promise à Arnould II de Guînes, fils de Baudouin II. Arnould II va essayer de récupérer Ide puis épouse Béatrice de Bourbourg. Pour défendre les intérêts de celle-ci contre les prétentions de Mathilde de Portugal, il s'oppose aux chevaliers de Flandre. Mathilde s'allie à Renaud de Dammartin qui capture Baudouin II en 1205. Bien que relâché un peu plus tard, Baudouin meurt des effets de sa captivité le 2 janvier 1205. Arnould II devient le nouveau comte de Guînes. Baudouin II est inhumé dans l'abbaye d'Andres en présence de sa très nombreuse descendance.
A. Du Chesne, s'appuyant sur la chronique d'Andres (voir Guillaume (abbé d'Andres), lui prête une très nombreuse descendance, 32 ou 33 enfants, légitimes issus de Chrétienne d'Ardres ou nés de plusieurs femmes après la mort de celle-ci. Pour Du Chesne, ce nombre d'enfants illégitimes et « cet amour inconsidéré des femmes et des jeunes filles », seront les seuls défauts à opposer à ses vertus.

### Goût des lettres
Une des facettes les plus étonnantes chez Baudouin II de Guînes demeure la place qu'il accorda à la culture : il n'a ni étudié ni appris les « belles lettres » mais excelle en nombreuses sciences.
Ne sachant pas lire, Baudouin entretenait des clercs pour cet office. Parmi ceux-ci, vivait dans la 2e moitié du XIIe siècle Alfroi ou Alfridus ou Alfrius. Il est cité dans la chronique de Lambert d'Ardres qui en était le contemporain.Les compagnons d'Alfrius étaient Lambert de Walben, Simon de Boulogne, maître Godefroy. Alfroi traduisit pour le comte de nombreux passages de l'évangile, surtout ceux se rapportant au dimanche ainsi que la vie de Saint-Antoine.
Baudouin fit traduire en français le Cantique des cantiques, les Évangiles, la Vie de saint Antoine, une grande partie de La Physique d'Aristote et De mirabilibus mundi de Caius Julius Solinus.
Baudouin manifeste un grand intérêt pour la philosophie, les discussions avec les docteurs des arts (arts libéraux), les écritures sacrées, la physique. Il se fait expliquer par les clercs et gens de lettres qu'il rassemble autour de lui les meilleurs livres.
Baudouin a fait écrire différents livres nécessaires à l'office divin qu'il mit dans ses chapelles, et qu'il donna aux religieuses de Guînes (abbaye Saint-Léonard de Guînes) pour favoriser le culte et la vénération de Dieu.
Il rassemble une ample bibliothèque confiée à la garde d'un préposé désigné pour cette tâche.
Gautier Silens, ou Silenticus composa pour lui un livre intitulé de son nom Le Silence ou le Roman de Silence, et Baudouin le récompense par plusieurs dons (chevaux, vêtements, ...).
Finalement, Baudouin acquiert une grande science, la sagesse, la prudence, ce qui lui vaut d'être renommé en tant que tel à la cour de France mais aussi en Angleterre. Quand Louis VII dit le Jeune, se rend en pèlerinage à Saint-Thomas de Cantorbury en 1173, Baudouin est un des principaux seigneurs qui l'accompagne, et passe avec lui de Wissant à Douvres. Ils sont accueillis avec grand honneur par Henri II roi d'Angleterre.

## Mariage et descendance
Baudouin II épouse Christine d'Ardres, (seigneurs d'Ardres), (° v. 1140 - † 2 juillet 1177), d'où :
- Adeline de Guînes (° v. 1160) ;
- Mabille de Guînes (° v. 1165), mariée à Jean, fils de Petronille de Cysoing ;
- Arnould II de Guînes (° v. 1160 † 1220) successeur de son père ;
- Guillaume de Guînes, jeune est témoin avec son frère le futur Arnould II, d'une charte de leur père en faveur de l'abbaye d'Andres[3], il reçoit en 1208 paiement d'un fief d'argent par le roi d'Angleterre[19]; il s'agit probablement du Guillaume de Guînes qui renonce en 1217 à ses prétentions sur l'étang de Boquerdes, propriété de l'abbaye Saint-Médard d'Andres; décision entérinée par Adam, évêque des Morins (évêque de Thérouanne)[20]. Guillaume était considéré comme un très brave et vaillant chevalier. Il est mort jeune à Colewide sur le territoire de l'actuelle Pihen-lès-Guînes et fut inhumé dans l'abbaye d'Andres un 15 août[15] ;
- Manassès de Guînes, épouse Aiélis, probablement sœur et héritière de Guillaume de Thiembronne, et devient de ce fait seigneur de Rorichove, (sur Sangatte) avec plusieurs marais et possessions et Thiembronne[21]; cité dans deux chartes de son père datant de 1202[21]; Manassès et Adelis sont cités dans une charte de 1214 où ils renouvellent et confirment un accord passé avec l'abbaye d'Andres; ils confirment également à l'abbaye dont ils étaient paroissiens 42 mesures (environ 19 hectares) de prés situés en leur étang de Rorichove et le fief d'un nommé Amelongh leur vassal[21];  se rend en Angleterre en 1215[22]; en 1218, le chevalier Manassès de Guînes déclare qu'il a donné la forêt qu'il possédait à l'abbaye Notre-Dame de Licques[23]; en 1221, Manassès et Aélis passent une nouvelle charte en faveur de Guillaume abbé d'Andres revenu de Rome la veille, que Manassès et d'autres seigneurs avait accueilli lors de son retour[24]; il fait en 1222 une autre donation à l'abbaye d'Andres : la dîme des novales (nouvelles terres défrichées) acquises en sa seigneurie de Rorichove, situées en la paroisse d'Andres et en celle d'Éperlecques[25],[21]. Il avait fait preuve d'une grande prudence et sagesse, ce qui l'avait fait particulièrement apprécié par son père, après Arnould son fils aîné ;

- Baudouin de Guînes, prêtre et chanoine à Thérouanne; administrateur en l'église de Saint-Pierre près de montoir, comme celles situées en Angleterre de Stenentone, de Stitède, de Malinge et de Baigtone. Il est qualifié de fils de Baudouin II dans trois chartes des années 1198 et 1202. Dans une autre charte passée à Tournehem en 1214, Arnould II l'appelle son frère. Il a été tué en 1229. Le comte Baudouin III de Guînes vengea sévèrement son décès[26]. Il semble que Baudouin, bien qu'ecclésiastique, ait eu des enfants : son fils aîné serait revenu de l'expédition de Baudouin III, tellement rompu et épuisé qu'il mourut peu de temps après[21] ;

- Gillis de Guînes (mort après 1227), est cité dans une charte de son père en 1202 en faveur de l'abbaye Saint-Bertin de Saint-Omer; s'adonne d'abord aux lettres puis suit la carrière des armes, et est créé chevalier; suit son père en prison et en sort en 1205;  nommé par son frère Arnould II dans des lettres de 1209, 1210, 1214, et 1227. Seigneur de Loresse, marié à Christina, ou Chrétienne, fille de Eustache de Montgardin, qui était un noble et très prudent seigneur. Il avait pris le nom de Gilles de Loresse, il est ainsi dénommé dans une charte de son père en faveur de l'abbaye d'Andres en 1203[26] ;
- Seger ou Siger de Guînes (mort après 1205), mariée à Adélaïde, fille de Henri de Seltun (sur l'actuelle Polincove). Il assiste à l'expédition d'une charte octroyée à l'abbaye de Licques, par Robert Mauvoisin en 1198. Il suit également son père en prison en 1205[26] ;
- Adeline de Guînes se marie deux fois. Elle épouse d'abord Baudouin de Marquise, autrement surnommé d'Engoudessen et de de Caieu, fils de Baudouin le Vieil, seigneur de Marquise., puis elle prend alliance avec Hugues de Malaunoy, selon Lambert d'Ardres « le plus vaillant de tous les chevaliers », qui était alors en grande estime et réputation[27] ;
- Marguerite de Guînes, mariée à Radboud ou Rabodon de Rumes ;
- Mathilde, ou Mahaut, de Guînes, épouse de Guillaume, fils de Clarembold ou Clerembaud seigneur de Thiembronne. Le couple reste sans héritiers, et Manassès, frère de Mahaut prend le titre de seigneur de Thiembronne, du fait de sa femme Adelis[27].

Après la mort de Christine, Baudouin eut encore des enfants illégitimes, parmi lesquels :
- Godfrey, ou Geofroy de Guînes, chanoine à Thérouanne et à Bruges. Il est cité dans une charte de Baudouin II de 1202 et Baudouin le désigne comme son « fils »[27] ;
- Boldekin de Guînes ;
- Eustache de Guînes, est nommé avec ses frères par Lambert d'Ardres. Dans des lettres de l'abbaye Saint-Léonard de Guînes de 1259, il est question d'Eustache de Guînes, chevalier, dit le Bâtard[28] ;
- Willelkin ou Guillaume de Guînes, surnommé Le Bastard[28] ;
- Eustache de Guînes, nourri et élevé à Ardres a été ecclésiastique.